# Bibliothèque François Mitterrand (nádraží)
Bibliothèque François Mitterrand je nádraží v Paříži, které se nachází ve 13. obvodu mezi ulicemi Rue du Chevaleret a Avenue de France. Slouží jednak pro vlaky na trati do Bordeaux, které vyjíždějí ze Slavkovského nádraží, a dále pro linku C příměstské železnice RER, jejíž nástupiště se nacházejí v podzemí. Podzemním tunelem je propojen se stejnojmennou stanicí, kde je možné přestoupit na linku 14 pařížského metra. Svůj název dostala podle nedaleké nové budovy Francouzské národní knihovny.

## Stanice
Nádraží bylo uvedeno do provozu 3. prosince 2000 jako přestupní bod na linku 14. Původní nádraží linky RER C na Boulevardu Masséna bylo kvůli krátké vzdálenosti (jen 270 m) uzavřeno téhož dne. Vstupy do podzemí na Avenue de France byly dokončeny v roce 2007.
Výstavba stanice proběhla v rámci přestavby nové čtvrti Paris Rive Gauche mezi Seinou a kolejištěm Slavkovského nádraží, kde se mj. nachází i nové sídlo Francouzské národní knihovny či společnosti Réseau ferré de France.